# 常顕寺 (上越市)
常顕寺（じょうけんじ）は、新潟県上越市寺町にある日蓮宗の寺院。山号は髙顔山。越後国最初の日蓮宗寺院という。立正大師日蓮真筆と伝わる遺文消息や天拝大曼荼羅御本尊などを所蔵する。
付近は寺町で長遠寺、日朝寺、善行寺、常国寺、妙国寺、浄法寺等がある。

## 歴史
建治元年（1275年）越後阿闍梨日弁（日蓮の高弟で中老僧の一人）によってに建立された。大瀁村、五智、三王屋敷への移転を経て、元禄元年（1688年）日遄により現在地に中興された。大正4年（1915年）の寺町大火が類焼し諸堂を焼失したが、大正11年（1922年）までに再建された。

## 境内
- 本堂

## 歴代
- 越後阿闍梨日弁

## 交通アクセス
- えちごトキめき鉄道妙高はねうまライン 高田駅より北西へ徒歩約5分